# Еміліано Інсуа
Еміліа́но Інсу́а (ісп. Emiliano Insúa, нар. 7 січня 1989, Буенос-Айрес) — аргентинський футболіст, лівий захисник «Лос-Анджелес Гелаксі».

## Клубна кар'єра
Народився 7 січня 1989 року в Буенос-Айресі. Вихованець футбольної школи клубу «Бока Хуніорс». Ще виступаючи у молодіжці аргентинського клубу, перспективного молодого лівого захисника помітили скаути англійського «Ліверпуля», які порадили головному тренеру команди Рафаелю Бенітесу підписати цього гравця, і в листопаді 2006 року було прийнято рішення взяти футболіста в оренду у «Боки» на 18 місяців з правом подальшого викупу контракту гравця.

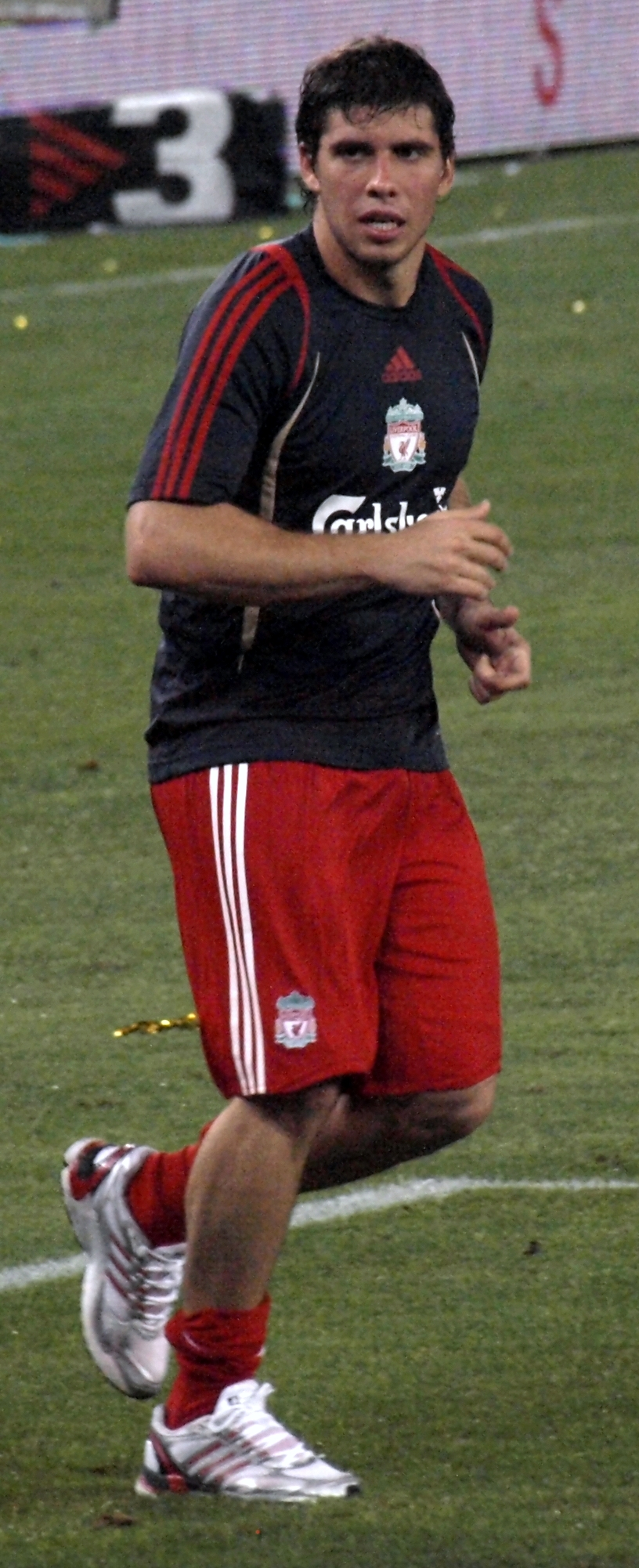
Еміліано Інсуа під час виступів за «Ліверпуль». 2 серпня 2009 року.

28 квітня 2007 року в гостьовому поєдинку проти «Портсмута» в Прем'єр-Лізі Інсуа дебютував у складі першої команди «Ліверпуля». Його оренда в «Ліверпулі» закінчилася в серпні 2007 року підписанням постійного контракту з Інсуа, яке стало однією з умов угоди по переходу Габріеля Палетти у зворотному напрямку. Загалом у англійському гранді молодий аргентинський захисник провів чотири сезони, взявши участь у 48 матчах Прем'єр-ліги, після чого у сезоні 2010/11 виступав на правах оренди за турецький «Галатасарай».
До складу клубу «Спортінг» приєднався 27 серпня 2011 року, підписавши п'ятирічний контракт і за півтора сезони встиг відіграти за лісабонський клуб 66 матчів в усіх турнірах.
25 січня 2013 року гравець підписав трирічний контракт з іспанським «Атлетіко Мадрид», за який клуб заплатив 3,5 млн євро. Втім у новій команді закріпитись не зумів і сезон 2014/15 провів на правах оренди за «Райо Вальєкано».
11 липня 2015 року Еміліано розірвав свій контракт з «Атлетіко» за обопільною згодою і перейшов до німецького «Штутгарта», підписавши угоду на три роки. У новій команді швидко став одним з основних гравців, зігравши за 4,5 роки 135 матчів в усіх турнірах.
2 січня 2020 року Інсуа підписав контракт з клубом MLS «Лос-Анджелес Гелаксі».

## Виступи за збірні
Протягом 2006–2009 років залучався до складу молодіжної збірної Аргентини. У 2007 році він був у складі цієї команди на молодіжному чемпіонаті Південної Америки, що проводився в Парагваї, здобувши з командою срібні нагороди. Цей результат дозволив Інсуа з командою поїхати і на також допоміг своїй збірній обіграти однолітків на молодіжний чемпіонаті світу, що пройшов того ж року в Канаді. Інсуа відіграв кожну хвилину на тому турнірі, а його збірна стала чемпіоном світу.
У 2009 році Еміліано знову взяв участь в чемпіонаті Південної Америки серед молодіжних команд, який проводився в Венесуелі, але на цей раз не так успішно — збірна Аргентини посіла останнє місце у фінальній групі. Всього на молодіжному рівні зіграв у 19 офіційних матчах. Він також викликався до збірної Аргентини для гравців молодше 23 років, за яку провів один матч.
10 жовтня 2009 року дебютував в офіційних матчах у складі національної збірної Аргентини в рамках відбіркового турніру на чемпіонат світу з футболу 2010 року проти Перу (2:1). Всього провів у формі головної команди країни 5 матчів.

## Статистика
Станом на 11 липня 2015 року

### Клуб
| Клуб             | Сезон   | Ліга | Ліга  | Кубок | Кубок | Кубок ліги | Кубок ліги | Єврокубок | Єврокубок | Всього | Всього |
| Клуб             | Сезон   | Ігор | Голів | Ігор  | Голів | Ігор       | Голів      | Ігор      | Голів     | Ігор   | Голів  |
| ---------------- | ------- | ---- | ----- | ----- | ----- | ---------- | ---------- | --------- | --------- | ------ | ------ |
| «Ліверпуль»      | 2006-07 | 2    | 0     | 0     | 0     | 0          | 0          | 0         | 0         | 2      | 0      |
| «Ліверпуль»      | 2007-08 | 3    | 0     | 0     | 0     | 0          | 0          | 0         | 0         | 3      | 0      |
| «Ліверпуль»      | 2008-09 | 10   | 0     | 1     | 0     | 2          | 0          | 0         | 0         | 13     | 0      |
| «Ліверпуль»      | 2009-10 | 31   | 0     | 2     | 0     | 1          | 1          | 10        | 0         | 44     | 1      |
| «Ліверпуль»      | Всього  | 46   | 0     | 3     | 0     | 3          | 1          | 10        | 0         | 62     | 1      |
| «Галатасарай»    | 2010-11 | 16   | 0     | 3     | 0     | 0          | 0          | 0         | 0         | 19     | 0      |
| «Галатасарай»    | Всього  | 16   | 0     | 3     | 0     | 0          | 0          | 0         | 0         | 19     | 0      |
| «Спортінг»       | 2011-12 | 24   | 0     | 6     | 2     | 2          | 0          | 12        | 4         | 44     | 6      |
| «Спортінг»       | 2012-13 | 13   | 0     | 1     | 0     | 0          | 0          | 5         | 0         | 16     | 0      |
| «Спортінг»       | Всього  | 37   | 0     | 7     | 2     | 2          | 0          | 17        | 4         | 60     | 6      |
| «Атлетіко» М     | 2012-13 | 3    | 0     | 0     | 0     | 0          | 0          | 0         | 0         | 3      | 0      |
| «Атлетіко» М     | 2013-14 | 6    | 0     | 4     | 0     | 0          | 0          | 4         | 0         | 14     | 0      |
| «Атлетіко» М     | Всього  | 9    | 0     | 4     | 0     | 0          | 0          | 4         | 0         | 17     | 0      |
| «Райо Вальєкано» | 2014-15 | 23   | 1     | 0     | 0     | 0          | 0          | 0         | 0         | 23     | 1      |
| «Райо Вальєкано» | Всього  | 23   | 1     | 0     | 0     | 0          | 0          | 0         | 0         | 23     | 1      |
| Загалом          | Загалом | 131  | 1     | 17    | 2     | 5          | 1          | 31        | 4         | 185    | 8      |

### Збірна
| Збірна Аргентини | Збірна Аргентини | Збірна Аргентини |
| Роки             | Ігри             | Голи             |
| ---------------- | ---------------- | ---------------- |
| 2009             | 1                | 0                |
| 2010             | 1                | 0                |
| 2011             | 2                | 0                |
| 2017             | 1                | 0                |
| Всього           | 5                | 0                |

## Досягнення
Атлетіко Мадрид
- Чемпіон Іспанії: 2013/14
- Володар Кубка Іспанії: 2012–13
- Володар Суперкубка Іспанії: 2014

збірна Аргентини U-20
- Чемпіон світу серед гравців віком до 20 років: 2007

## Особисте життя
Молодший брат Еміліано, Емануель Інсуа, також став футболістом і теж виступає на позиції лівого захисника.